# Sami Pietilä
Sami Pietilä (* 20. März 1975 in Valkeakoski) ist ein ehemaliger finnischer Skilangläufer.

## Werdegang
Pietilä, der für den Valkeakosken Haka startete, trat international erstmals bei den Nordischen Junioren-Skiweltmeisterschaften 1995 in Gällivare in Erscheinung. Dort belegte er den 45. Platz über 30 km Freistil und den sechsten Rang mit der Staffel. Im November 1996 lief er in Kittilä sein erstes Rennen im Continental-Cup, welches er auf dem 74. Platz über 10 km Freistil beendete. Bei finnischen Meisterschaften siegte er im Jahr 2001 über 50 km und im folgenden Jahr mit der Staffel. In der Saison 2001/02 holte er mit Platz sieben im 30-km-Massenstartrennen in Ramsau am Dachstein und Rang 11 über 10 km Freistil in Nové Město seine ersten Weltcuppunkte. Dies waren zugleich seine besten Einzelplatzierungen im Weltcup. Bei den Olympischen Winterspielen 2002 in Salt Lake City belegte er den 46. Platz in der Doppelverfolgung und den 30. Rang über 50 km klassisch. Im folgenden Jahr errang er beim Continental-Cup in Keuruu den zweiten Platz über 30 km klassisch und im August 2004 beim Australia/New-Zealand-Cup in Perisher Valley den dritten Platz über 10 km Freistil. Sein letztes Weltcuprennen absolvierte er im März 2005 in Lahti, welches er auf dem 21. Platz über 15 km Freistil beendete.